# Alnus

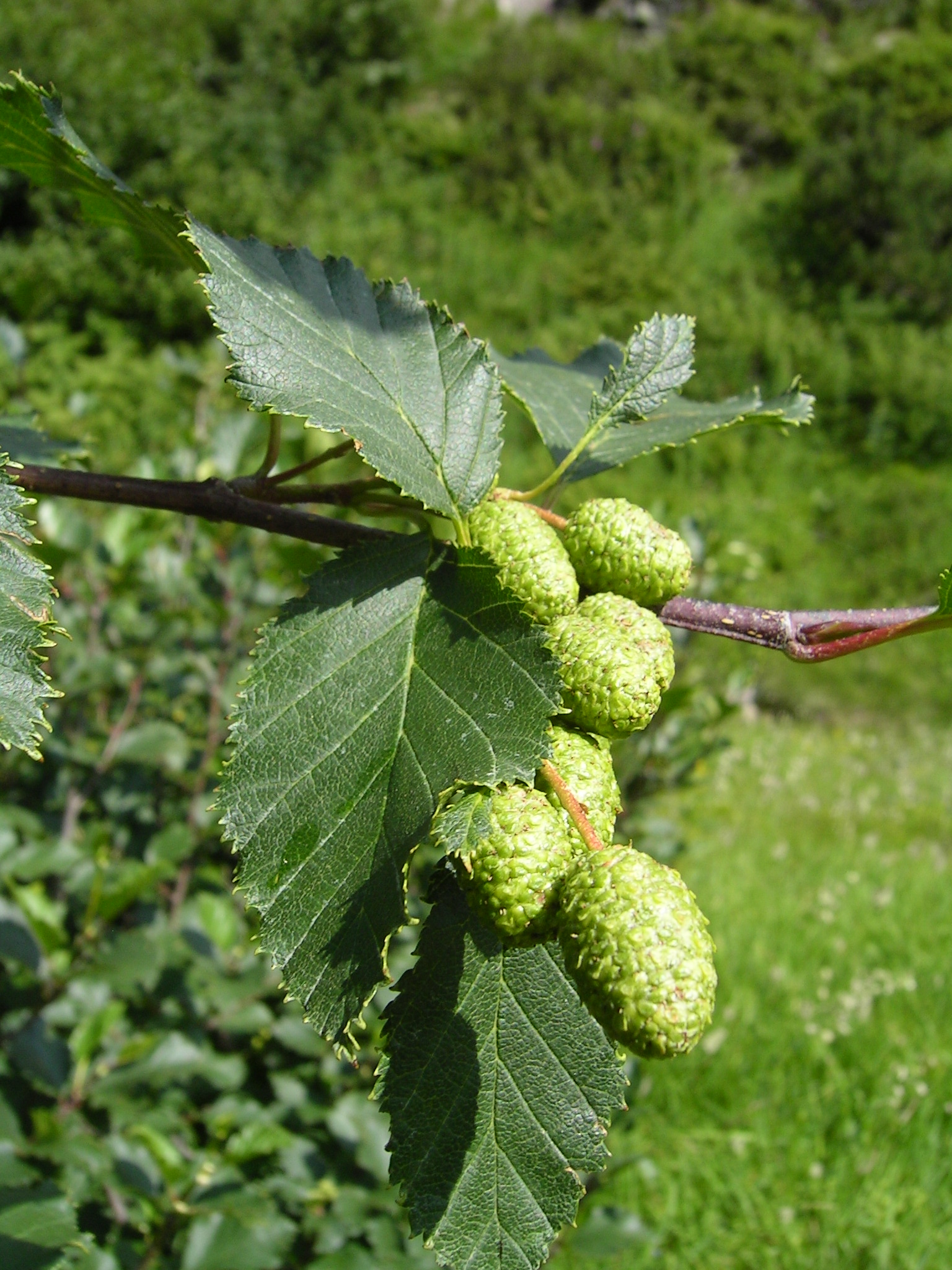
Infructescències verdes d'Alnus viridis

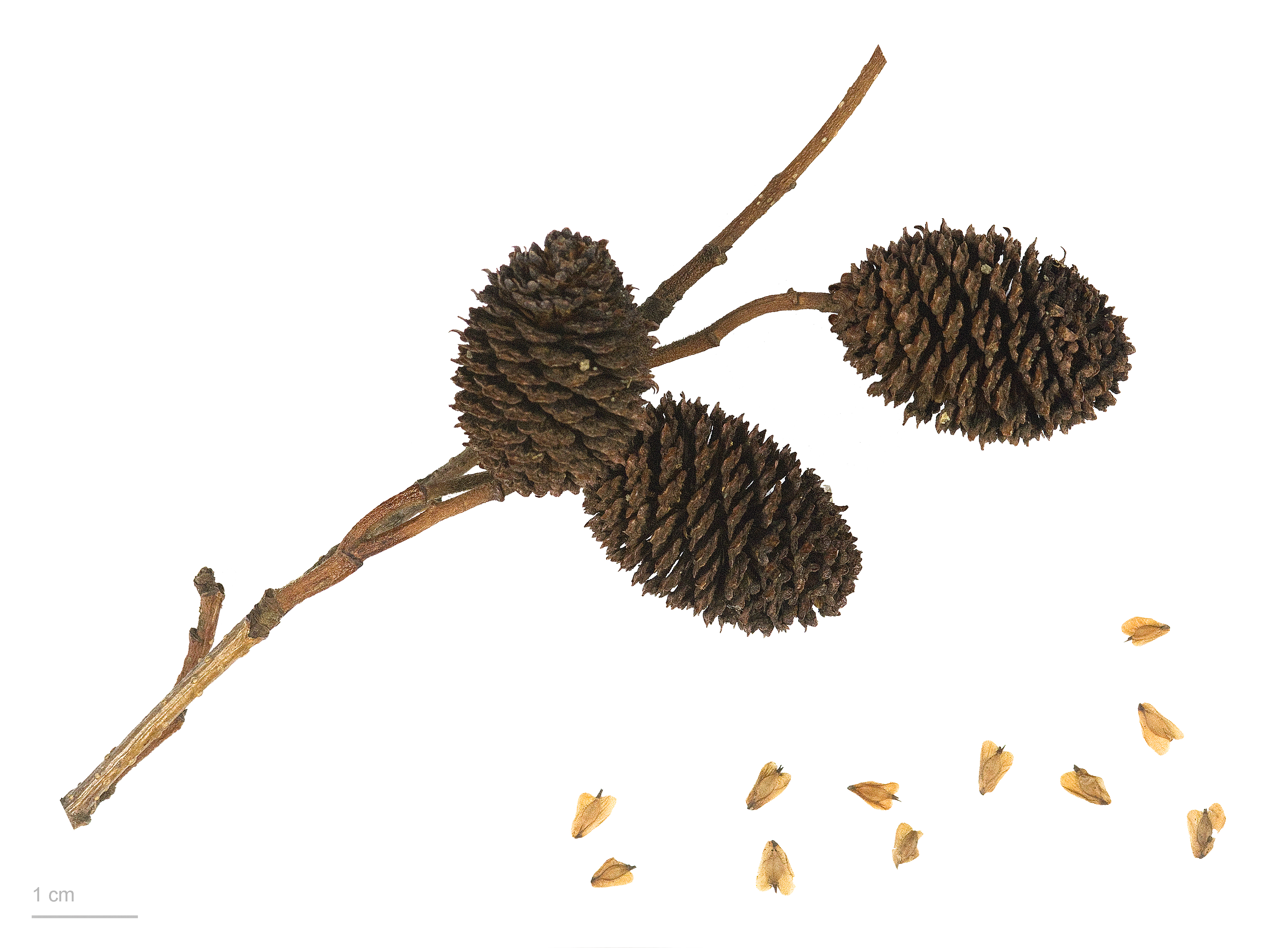
Infructescències seques, un cop han alliberat els fruits, i fruits d'Alnus sieboldiana

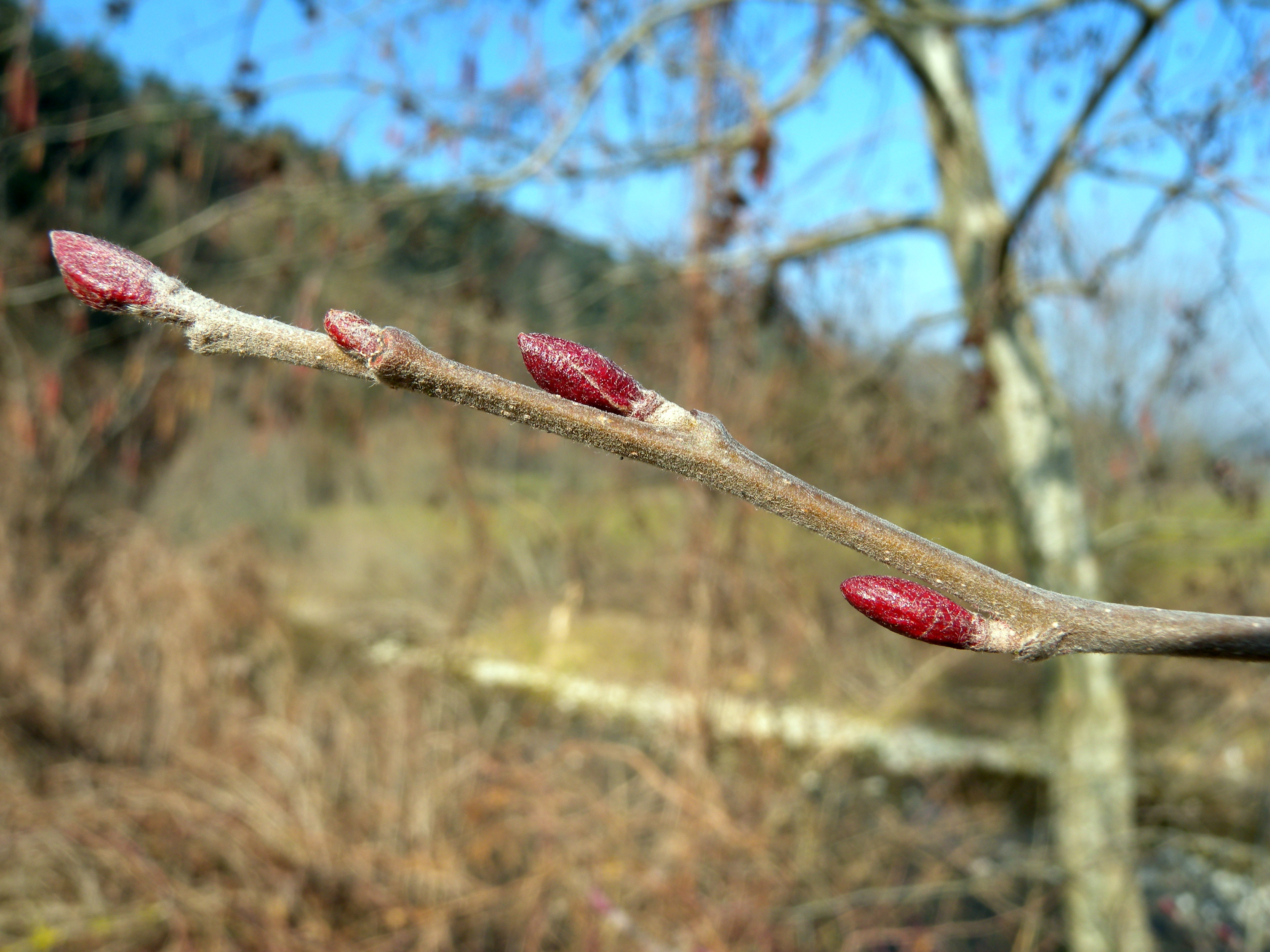
Borrons d'Alnus incana

Alnus és un gènere de plantes angiospermes de la família de les betulàcies (Betulaceae). Compren unes 40 espècies, natives de la zona temperada nord i dels Andes a Sud-amèrica. Als Països Catalans l'única espècie autòctona n'és el vern (Alnus glutinosa).

## Descripció
Són arbres o arbusts caducifolis, les fulles són simples, ovades, obovades o el·líptiques, alternes i serrades. Les flor es presenten agrupades en inflorescències en forma d'aments, els masculins allargats i els femenins més curts, tots dos a la mateixa planta i propers. Els aments poden presentar-se solitaris o en agrupacions racemoses. Les flors masculines acostumen a tenir 4 estams. Els fruits, sàmares amb dues ales, s'agrupen en infructescències que resten a la planta molt de temps després d'alliberar els fruits.

## Taxonomia
Aquest gènere va ser publicat per primer cop l'any 1754 al primer volum de la quarta edició de l'obra The Gardeners Dictionary: containing the methods of cultivating and improving all sorts of trees, plants, and flowers, for the kitchen, fruit, and pleasure gardens, as also those which are used in medicine : with directions for the culture of vineyards, and making of wine in England : in which likewise are included the practical parts of husbandry, del botànic escocés Philip Miller (1691-1771).

### Espècies
Dins d'aquest gènere es reconeixen les 41 espècies següents:
- Alnus acuminata Kunth
- Alnus alnobetula (Ehrh.) K.Koch
- Alnus betulifolia G.Y.Li, Z.H.Chen & D.D.Ma
- Alnus cordata (Loisel.) Duby
- Alnus cremastogyne Burkill
- Alnus djavanshirii H.Zare
- Alnus dolichocarpa H.Zare, Amini & Assadi
- Alnus fauriei H.Lév. & Vaniot
- Alnus ferdinandi-coburgii C.K.Schneid.
- Alnus firma Siebold & Zucc.
- Alnus formosana (Burkill) Makino
- Alnus glutinosa (L.) Gaertn.
- Alnus glutipes (Jarm. ex Czerpek) Vorosch.
- Alnus hakkodensis Hayashi
- Alnus henryi C.K.Schneid.
- Alnus hirsuta (Spach) Rupr.
- Alnus incana (L.) Moench
- Alnus japonica (Thunb.) Steud.
- Alnus jorullensis Kunth
- Alnus lanata Duthie ex Bean
- Alnus lusitanica Vít, Douda & Mandák
- Alnus mairei H.Lév.
- Alnus mandschurica (Callier) Hand.-Mazz.
- Alnus maritima (Marshall) Muhl. ex Nutt.
- Alnus matsumurae Callier
- Alnus maximowiczii Callier
- Alnus nepalensis D.Don
- Alnus nitida (Spach) Endl.
- Alnus oblongifolia Torr.
- Alnus orientalis Decne.
- Alnus paniculata Nakai
- Alnus pendula Matsum.
- Alnus rhombifolia Nutt.
- Alnus rohlenae Vít, Douda & Mandák
- Alnus rubra Bong.
- Alnus serrulata (Aiton) Willd.
- Alnus serrulatoides Callier
- Alnus sieboldiana Matsum.
- Alnus subcordata C.A.Mey.
- Alnus trabeculosa Hand.-Mazz.
- Alnus vermicularis Nakai

### Híbrids
S'han descrit els següents híbrids:
- Alnus × elliptica Req.
- Alnus × fallacina Callier
- Alnus × hanedae Suyinata
- Alnus × hosoii Mizush.
- Alnus × mayrii Callier
- Alnus × peculiaris Hiyama
- Alnus × pubescens Tausch
- Alnus × suginoi Sugim.

### Sinònims
Els següents noms científics són sinònims heterotípics d'Alnus:
- Alnaster Spach
- Alnobetula (W.D.J.Koch) Schur
- Betula-alnus Marshall
- Clethropsis Spach
- Cremastogyne (H.J.P.Winkl.) Czerep.
- Duschekia Opiz
- Semidopsis Zumagl.

## Farmacologia
Algunes espècies del gènere Alnus han estat utilitzades a la medicina popular, per exemple,Alnus hirsuta ha estat utilitzada a la medicina tradicional asiàtica contra la febre, les hemorràgies, les cremades, la diarrea o l'alcoholisme. Les investigacions químiques han dut a identificar més de 200 compostos amb activitat farmacològica, diarilheptanoides,
polifenols, flavonoides, terpenoides o esteroides.
Els diarilheptanoides, són els compostos més importants que es troben al gènere Alnus, interessen per les seves propietats anticanceroses, antiinflamtòries o antioxidants i es troben en espècies com ara Alnus glutinosa, Alnus hirsuta, Alnus japonica o Alnus nepalensis. El polifenols, que interessen per les seves propietats antioxidants, són presents a les espècies Alnus japonica Alnues hirsuta Alnus sieboldiana o Alnus glutinosa entre d'altres. El flavonoides, amb propietats antioxidants, es troben a espècies com ara Alnus sieboldiana, Alnus pendula, Alnus maximowiczii, Alnus firma o Alnus glutinosa. Els terpenoides són presents a espèciem com ara Alnus acuminata, Alnus hirsuta, Alnus japonica, Alnus maximowiczii, Alnus nepalensis, Alnus pendula, Alnus rubra, Alnus serrulatoides o Alnus sieboldiana. Els esteroides es troben a Alnus glutinosa i a Alnus acuminata.